# Dampremy (Metro de Charleroi)
La estación de Dampremy es una estación de la red de Metro de Charleroi, operada por las líneas  y .

## Presentación
Como la mayoría de estaciones, posee un andén central. Se encuentra a la salida del túnel de Piges.

## Accesos
- Rue Paul Janson
- Rue Paul Barré

## Conexiones
| Línea | Procedencia          | Parada            | Destino         |
| ----- | -------------------- | ----------------- | --------------- |
| 41    | CHARLEROI Beaux-Arts | DAMPREMY Dampremy | JUMET Madeleine |